# Harpacticus giesbrechti
Harpacticus giesbrechti är en kräftdjursart som beskrevs av Walter Klie 1927. Harpacticus giesbrechti ingår i släktet Harpacticus och familjen Harpacticidae. Inga underarter finns listade i Catalogue of Life.